# Ekasari
Ekasari is een bestuurslaag in het regentschap Jembrana van de provincie Bali, Indonesië. Ekasari telt 4025 inwoners (volkstelling 2010).